# کم‌نطفگی
کمبود اسپرماتوزوئید در منی را کم‌نطفگی یا اولیگواسپرمی (به انگلیسی: Oligospermia) می‌گویند.
در کم‌نطفگی، منی غلظت پایینی از اسپرم دارد. واریکوسل شایع ترین علت تولید ضعیف و کاهش کیفیت اسپرم است .واریکوسل تورم و پیچ و تاب خوردگی، رگ ها و عروق سیاهرگی قسمت بالایی بیضه ها است. واریکوسل می تواند باعث کاهش تولید و کیفیت اسپرم شود که در بعضی موارد حتی منجر به ناباروری خواهد شد.